# Carezze (Gianni Celeste)
Carezze è il quindicesimo album del cantante siciliano Gianni Celeste, cantato in lingua napoletana, pubblicato nel 1994.

## Tracce
1. Pecchè sì bella
2. Mieze ‘o fuoco
3. Nostalgia
4. Quando lui nascerà
5. Me tiene rinto ‘o core
6. Me manchi
7. Nunn’o pensa
8. Lassame te prego
9. Un altro uomo
10. Comme ma scorde cchiù